# Liga 1 de Moldavia 2022-23
La Liga 1 de Moldavia 2022-23 fue la edición número 32 de la Liga 1 de Moldavia, y la primera bajo el nombre Liga 1. La temporada comenzó el 26 de agosto de 2022 y finalizó el 10 de mayo de 2023.

## Participantes
| Club               | Ciudad    |
| ------------------ | --------- |
| Fălești            | Fălești   |
| Florești           | Florești  |
| Olimp              | Comrat    |
| Real Succes        | Chișinău  |
| Sheriff-2          | Tiraspol  |
| Spartanii          | Selemet   |
| Speranis Nisporeni | Nisporeni |
| Speranța           | Drochia   |
| Sucleia            | Sucleia   |
| FCM Ungheni        | Ungheni   |
| Văsieni            | Văsieni   |
| Victoria Chișinău  | Chișinău  |
| Dacia Buiucani     | Chișinău  |
| Dinamo-Auto        | Tiraspol  |

## Fase I

### Grupo A
| Pos. | Equipo             | Pts. | PJ | G | E | P | GF | GC | Dif. | Clasificación                    |
| ---- | ------------------ | ---- | -- | - | - | - | -- | -- | ---- | -------------------------------- |
| 1    | Florești           | 21   | 10 | 7 | 0 | 3 | 15 | 8  | +7   | Clasificado a la fase II Grupo 1 |
| 2    | Fălești            | 19   | 10 | 6 | 1 | 3 | 22 | 16 | +6   | Clasificado a la fase II Grupo 1 |
| 3    | Sheriff-2          | 18   | 10 | 5 | 3 | 2 | 28 | 6  | +22  | Clasificado a la fase II Grupo 2 |
| 4    | FCM Ungheni        | 16   | 10 | 5 | 1 | 4 | 20 | 15 | +5   | Clasificado a la fase II Grupo 2 |
| 5    | Speranis Nisporeni | 10   | 10 | 3 | 1 | 6 | 17 | 27 | −10  | Clasificado a la fase II Grupo 2 |
| 6    | Sucleia            | 3    | 10 | 1 | 0 | 9 | 10 | 40 | −30  | Clasificado a la fase II Grupo 2 |

Actualizado a los partidos jugados el 13 de noviembre de 2022.
 Fuente: Soccerway

### Grupo B
| Pos. | Equipo            | Pts. | PJ | G | E | P | GF | GC | Dif. | Clasificación                    |
| ---- | ----------------- | ---- | -- | - | - | - | -- | -- | ---- | -------------------------------- |
| 1    | Victoria Chișinău | 24   | 10 | 8 | 0 | 2 | 41 | 9  | +32  | Clasificado a la fase II Grupo 1 |
| 2    | Spartanii Selemet | 24   | 10 | 8 | 0 | 2 | 25 | 11 | +14  | Clasificado a la fase II Grupo 1 |
| 3    | Speranța Drochia  | 13   | 10 | 4 | 1 | 5 | 14 | 14 | 0    | Clasificado a la fase II Grupo 2 |
| 4    | Văsieni           | 12   | 10 | 4 | 0 | 6 | 13 | 24 | −11  | Clasificado a la fase II Grupo 2 |
| 5    | Olimp Comrat      | 8    | 10 | 2 | 2 | 6 | 12 | 28 | −16  | Clasificado a la fase II Grupo 2 |
| 6    | Real Succes       | 7    | 10 | 2 | 1 | 7 | 13 | 32 | −19  | Clasificado a la fase II Grupo 2 |

Actualizado a los partidos jugados el 13 de noviembre de 2022.
 Fuente: Soccerway

## Fase II

### Grupo I
| Pos. | Equipo            | Pts. | PJ | G | E | P  | GF | GC | Dif. | Clasificación               |
| ---- | ----------------- | ---- | -- | - | - | -- | -- | -- | ---- | --------------------------- |
| 1    | Dacia Buiucani    | 26   | 10 | 8 | 2 | 0  | 26 | 3  | +23  | Superliga de Moldavia 2024  |
| 2    | Florești          | 22   | 10 | 7 | 1 | 2  | 23 | 8  | +15  | Clasificado a los play-offs |
| 3    | Dinamo-Auto       | 17   | 10 | 5 | 2 | 3  | 22 | 9  | +13  | Clasificado a los play-offs |
| 4    | Spartanii Selemet | 13   | 10 | 4 | 1 | 5  | 17 | 20 | −3   | Clasificado a los play-offs |
| 5    | Victoria Chișinău | 9    | 10 | 3 | 0 | 7  | 16 | 25 | −9   | Clasificado a los play-offs |
| 6    | Fălești           | 0    | 10 | 0 | 0 | 10 | 9  | 48 | −39  | Clasificado a los play-offs |

Actualizado a los partidos jugados el 1 de abril de 2023.
 Fuente: FMF

### Grupo II
| Pos. | Equipo             | Pts. | PJ | G | E | P | GF | GC | Dif. | Clasificación                |
| ---- | ------------------ | ---- | -- | - | - | - | -- | -- | ---- | ---------------------------- |
| 1    | Sheriff-2 Tiraspol | 16   | 7  | 5 | 1 | 1 | 24 | 5  | +19  |                              |
| 2    | Speranis Nisporeni | 16   | 7  | 5 | 1 | 1 | 22 | 6  | +16  | Clasificado a los play-offs. |
| 3    | Văsieni            | 13   | 7  | 4 | 1 | 2 | 18 | 14 | +4   | Clasificado a los play-offs. |
| 4    | Sucleia            | 10   | 7  | 3 | 1 | 3 | 9  | 18 | −9   | Clasificado a los play-offs. |
| 5    | Speranța Drochia   | 10   | 7  | 3 | 1 | 3 | 10 | 14 | −4   | Clasificado a los play-offs. |
| 6    | Real Succes        | 7    | 7  | 2 | 1 | 4 | 9  | 18 | −9   | Clasificado a los play-offs. |
| 7    | Olimp Comrat       | 5    | 7  | 1 | 2 | 4 | 9  | 13 | −4   |                              |
| 8    | FCM Ungheni        | 3    | 7  | 1 | 0 | 6 | 5  | 18 | −13  | Descenso a la Liga 2 2024.   |

Actualizado a los partidos jugados el 28 de abril de 2023.
 Fuente: Soccerway

## Play-offs de promoción

### Primera ronda
| Fecha     | Hora  | Partido            | Partido | Partido          |
| --------- | ----- | ------------------ | ------- | ---------------- |
| 6 de mayo | 16:00 | Speranis Nisporeni | 4-0     | Speranța Drochia |
| 6 de mayo | 16:00 | Văsieni            | 6-1     | Sucleia          |

### Segunda ronda
| Fecha      | Hora  | Partido           | Partido        | Partido            |
| ---------- | ----- | ----------------- | -------------- | ------------------ |
| 14 de mayo | 16:00 | Spartanii Selemet | 7-1            | Real Succes        |
| 14 de mayo | 16:00 | Dinamo-Auto       | 2-2 (5-4 pen.) | Speranis Nisporeni |
| 14 de mayo | 16:00 | Florești          | 2-0            | Văsieni            |
| 14 de mayo | 16:00 | Victoria Chișinău | 6-2            | Fălești            |

### Tercera ronda
| Fecha      | Hora  | Partido     | Partido        | Partido           |
| ---------- | ----- | ----------- | -------------- | ----------------- |
| 19 de mayo | 17:00 | Dinamo-Auto | 2-0            | Spartanii Selemet |
| 19 de mayo | 17:00 | Florești    | 3-3 (6-7 pen.) | Victoria Chișinău |

### Cuarta ronda
| Fecha      | Hora  | Partido     | Partido | Partido           |
| ---------- | ----- | ----------- | ------- | ----------------- |
| 24 de mayo | 17:00 | Dinamo-Auto | 5-1     | Victoria Chișinău |

## Goleadores
Actualizado el 10 de mayo de 2023.
| Pos. | Jugador              | Equipo                         | Goles |
| ---- | -------------------- | ------------------------------ | ----- |
| 1    | Ghenadie Orbu        | Victoria                       | 13    |
| 1    | Dmitri Maneacov      | Fălești                        | 13    |
| 1    | Roman Șumchin        | Spartanii                      | 13    |
| 1    | Marin Stan           | Victoria                       | 13    |
| 5    | Nicolae Porojniuc    | Speranis (5) & FCM Ungheni (7) | 12    |
| 6    | Constantin Cebotari  | Victoria                       | 11    |
| 6    | Constantin Iavorschi | Speranis                       | 11    |